# Hiroshi Kuroki
Hiroshi Kuroki (黒 木 博 Kuroki Hiroshi, 1907 - 24 de diciembre de 2001) fue un exgobernador de la Prefectura de Miyazaki en Japón. Fue el ganador en 1974 del Premio Ramon Magsaysay por la originalidad administrativa en la modernización de una prefectura atrasada, de una manera adecuada a la mentalidad tradicional, pero atrayendo a los jóvenes.

## Carrera
En 1979, Kuroki fue arrestado y acusado de aceptar 30 millones de yenes en sobornos de una empresa de construcción durante su sexto mandato como gobernador. Fue condenado a tres años de prisión pero posteriormente fue absuelto en 1988.
Murió de neumonía en un hospital de Miyazaki el 24 de diciembre de 2001, de 94 años.